# 또순이
또순이는 박상호 감독, 김희창 원작, 유일수 각색의 1963년 흑백 영화이다.

## 줄거리
생활력이 강인한 또순이(도금봉), 그녀는 함경도 태생이다. 그녀의 아버지 역시 강한 생활력의 소유자였다. 그녀는 악착같이 돈을 벌어서 택시 운수업에 손을 댄다. 연약한 여자의 힘으로 운수업을 한다는 건 도시 만만한 사업이 못 되었다. 그러나, 억척같은 함경도 또순이 기질로 모든 애로를 극복하는 한편, 듬직한 신랑(이대엽)까지 얻어, 행복의 보금자리를 꾸민다.

## 개요
박상호 감독의 출세작이라고 할 수 있는 이 영화의 주제는, 한 여인의 강인한 생활력과, 여기에 덧붙여 소시민 사회의 애환이 구수하게 그려져 있다. 강대진 감독의 <마부(馬夫)>와 더불어, 서민층을 모델로 해서 성공한 작품 케이스다. 도금봉·최남현 부녀(父女)의 함경도 사투리가 시종 웃음을 자아냈고, 이대엽의 활발한 성품도 작품의 성격을 잘 소화시켰다. 이 영화로 도금봉은 제10회 아시아영화제 여우 주연상을 획득했다.

## 출연
- 도금봉
- 최남현
- 이대엽